# Герб Болехова
Герб Боле́хова — офіційний символ міста обласного підпорядкування в Івано-Франківській області. Затверджений 26 серпня 2020 року міською радою Болехова, на основі герба 1991 року. Автор герба - уродженець Болехова Калапунь Назар Андрійович. 

## Опис
У синьому полі золотий хрест, поверх якого накладено тонкий синій хрест. У першому полі: три срібні укорочені скошені балки, одна над одною, верхня – найдовша, нижня – найкоротша. У другому полі: срібна міська стіна з брамою, увінчаною прапорцем. У третьому полі: три срібні соляні топки, одна над двома. У четвертому полі: срібна ялинка.

## Історія
Першим відомим гербом Болехова було геральдичне зображення на срібному тлі Святого Йосипа, з немовлям Ісусом і з пальмовою гілкою в лівій руці. Обидва в блакитних шатах.
У книзі «Міські та містечкові герби України» Володимира Панченка вказується, що з 1603 року герб Болехова мав такий вигляд: загальний фон герба — червоний. У лівій частині розділеного по вертикалі геральдичного щита ліворуч зображена кам'яна кладка міської стіни, а праворуч три гамеїди під лілією.
Герб 1991 року являє собою бойовий щит коричневого кольору прикрашений по периметру стилізованими яскраво-зеленим дубовим листям, що утворює у верхній частині корону з обох боків корони зображені голуби — символи небесного заступництва. У верхніх двох частинах розділеного на чотири частини щита, на блакитному тлі зображено елементи старовинного герба власників міста Гендзінських, а в нижній на жовтому фоні зображено сучасні символи міста — хвойне дерево і три гірки солі — уособлення деревообробки та солеваріння.

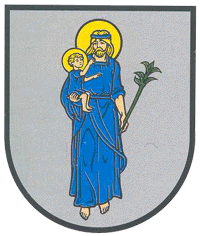
Герб міста Болехів (XVII-XIX століття)
Герб міста Болехів (1603 рік)
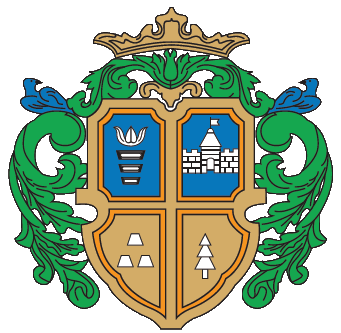
Герб міста Болехів (1991-2020 роки)